# Karel Lamač
Karel Lamač (né le 27 janvier 1897 à Prague et mort le 2 août 1952 à Hambourg) est un acteur et réalisateur tchécoslovaque.
Il est aussi connu sous les noms de Carl Lamac, ou Charles Lamac.

## Biographie
Né en 1897 à Prague (alors en Autriche-Hongrie), il préfère s'orienter vers la musique et le théâtre, plutôt que vers la pharmacie comme l'auraient souhaité ses parents.
Il débute dans le cinéma pendant la Première Guerre mondiale, en réalisant des reportages en Allemagne. C'est dans ce pays qu'il est remarqué et commence sa carrière d'acteur en 1918. Star du muet, il est recherché pour des rôles de séducteur. Il mène en parallèle une activité de directeur technique et écrit des scénarios.
Il devient le compagnon de l'actrice Anny Ondra, avec laquelle il partage souvent l'affiche. En 1930, ils fondent ensemble la société de production Ondra-Lamac-Film en Allemagne ; leur séparation et le mariage de l'actrice avec le boxeur Max Schmeling en 1933 n'entame pas leur collaboration professionnelle ; ils continuent à tourner ensemble et leur société produira jusqu'à la Seconde Guerre mondiale.
L'arrivée du cinéma sonore va faire évoluer la carrière de Karel Lamač, qui se tourne vers la réalisation. Avec l'arrivée au pouvoir du nazisme, il préfère tourner à l'étranger, aux États-Unis, en Angleterre et en France où il réalise des versions anglaises ou françaises de ses films tchèques.
Avec la Seconde Guerre mondiale, Lamač quitte la Tchécoslovaquie ; il gagne les Pays-Bas puis le Royaume-Uni.
Après la guerre, il reprend sa carrière de réalisateur en 1947 en France, puis en Allemagne et aux États-Unis. Il meurt d'une crise cardiaque en 1952.

## Filmographie partielle

### Comme réalisateur
- 1920 : Gilly poprvé v Praze
- 1924 : Paradis blanc (Bílý ráj)
- 1926 : Dobrý voják Svejk
- 1930 : Des falsche Feldmarschall
- 1930 : Le comte Billy
- 1930 : Anny... music-hall (Die vom Rummelplatz)
- 1931 : To neznáte Hadimrsku (Business in Distress)
- 1931 : C. a k. Polní Marsálek (Imperial and Royal Field Marshal)
- 1931 : La Chauve-Souris
- 1931 : Monsieur le maréchal
- 1931 : On a jeho sestra (Him and His Sister)
- 1931 : Le Traître (Der Zinker)
- 1931 : Une nuit au paradis
- 1932 - Kiki
- 1932 : Faut-il les marier ?
- 1932 : Lelícek ve sluzbách Sherlocka Holmese
- 1932 : Baby
- 1932 : Funebrák (The Undertaker)
- 1932 : Mamselle Nitouche
- 1933 : Orchesterprobe
- 1933 : La Fille du régiment (coréalisateur : Pierre Billon)
- 1934 : Frasquita
- 1934 : Nezlobte dedecka (Don't Make Grandpa Angry)
- 1934 : So ein Theater!
- 1934 : Der verhexte Scheinwerfer
- 1935 : J'aime toutes les femmes (Ich liebe alle Frauen)
- 1936 : Quand l'alouette chante... (Wo die lerche singt)
- 1936 : Le Postillon de Lonjumeau
- 1937 : Peter Im Schnee
- 1937 : Der Hund von Baskerville
- 1938 : Duchácek to zarídí (Duchacek Will Fix It)
- 1938 : Place de la Concorde
- 1939 : De Spooktrein
- 1939 : U pokladny stál
- 1943 : Contre-espionnage (They Met in the Dark)
- 1943 : Schweik's New Adventures
- 1944 : It Happened One Sunday
- 1947 : Une nuit à Tabarin (One Night at the Tabarin)
- 1947 : La Colère des dieux (Anger of the Gods)
- 1952 : La Voleuse de Bagdad (Die Diebin von Bagdad)

### Comme acteur
- 1918 : Alois vyhral los de Richard Branald
- 1919 : Palimpsest : Joe Jencík
- 1923 : Le Jeune Medardus (Der Junge Medardus) de Michael Kertész : le prince Franz de Valois
- 1924 : Helena, de Manfred Noa (‘'Hélène de Troie) : Patrocle
- 1924 : Paradis blanc (Bílý ráj) de Karel Lamač : Ivan Holar
- 1926 : Dobrý voják Svejk de Karel Lamač  : l'aubergiste Palivec / le lieutenant Jindřich Lukáš
- 1928 : Páter Vojtech de Martin Frič : Vojtech
- 1933 : Professeur Cupidon de Robert Beaudoin et André Chemel : le professeur
- 1937 : Le monde est à nous de Martin Frič